# Марк Гію
Марк Гію Пас (ісп. Marc Guiu Paz; нар. 4 січня 2006, Ґранульєс, Іспанія) — іспанський футболіст, нападник клубу «Челсі».

## Ігрова кар'єра

### Клубна
Марк Гію народився у каталонському місті Ґранульєс і займатися футболом почав у місцевому клубі аматорського рівня. У 2013 році він приєднався до футбольної академії клубу «Барселона». Перед початком сезону 2023/24 Гію був викликаний на передсезонний збір першої команди «Барселони». В товариських матчах Гію вперше вийшов на поле в основному складі.
У жовтні 2023 року нападник був викликаний на матч чемпіонату Іспанії проти «Гранади» але того разу на поле він не виходив. Тоді ж англійське видання Ґардіан назвало Гію одним з кращих футболістів 2006 року народження. 22 жовтня Гію офіційно дебютував в першій команді, коли вийшов на заміну у матчі проти «Атлетіка» і вже через 23 секунди відзначився забитим голом. У віці 17 років і 291 день Гію став наймолодшим і найшвидшим дебютантом «Барселони», який забивав в чемпіонаті Іспанії.
За три дні у матчі Ліги чемпіонів проти українського «Шахтаря» Гію провів свою першу гру у єврокубках.
1 липня 2024 року, Марк підписав п'ятирічний контракт з англійським клубом «Челсі». 19 грудня 2024, оформив хет-трик у переможному матчі 5–1 Ліги конференцій УЄФА проти клубу «Шемрок Роверс».

### Збірна
З 2023 року Марк Гію виступав за юнацьку збірну Іспанії (U-17).

## Досягнення
Челсі
- Переможець Ліги конференцій УЄФА: 2025
- Переможець Клубного чемпіонату світу: 2025

Індивідуальні
- Найкращий бомбардир юнацького чемпіонату Європи: 2023[12]